# Valentin Vodnik

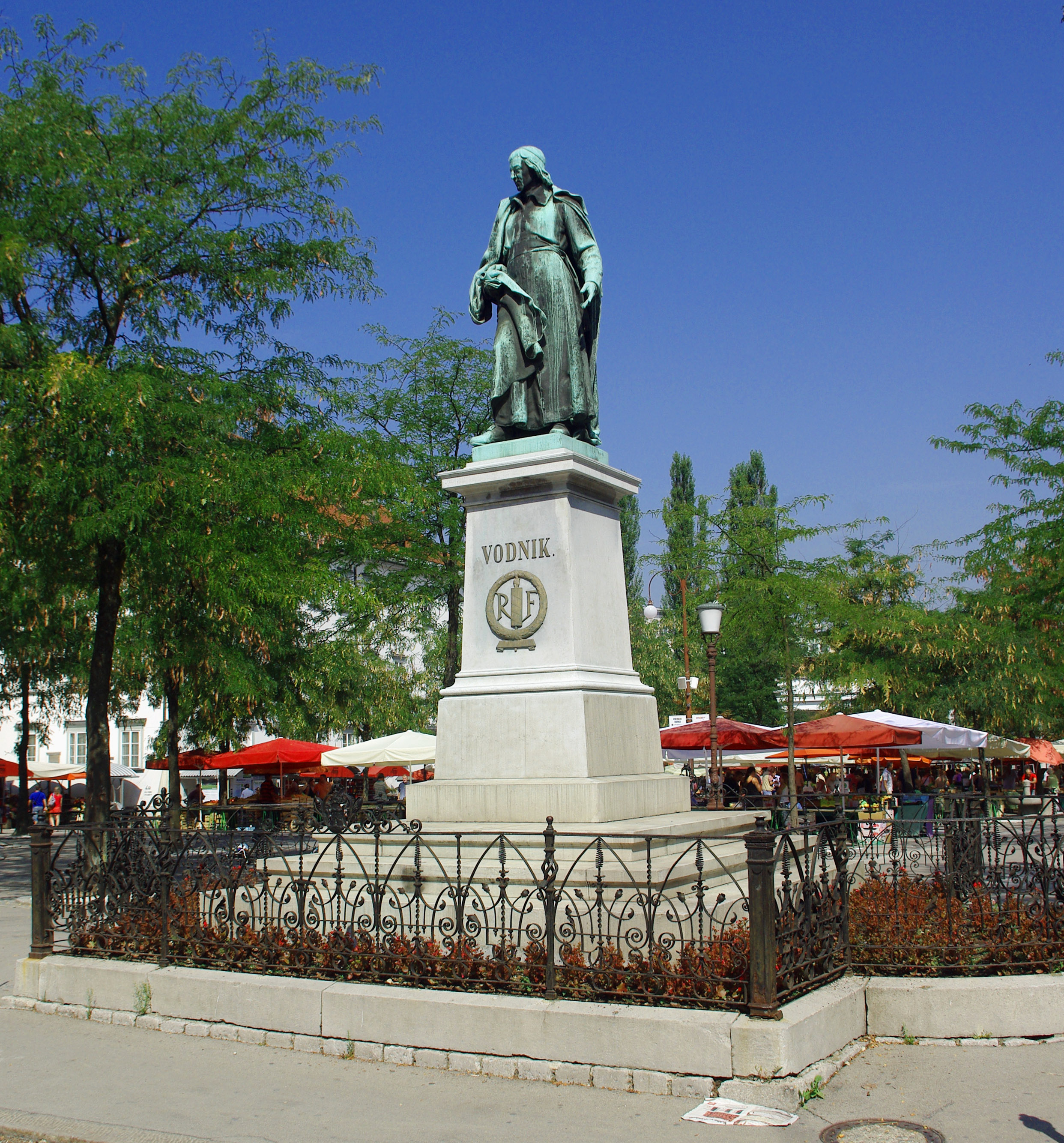
Valentin Vodnik, staty i Ljubljana

Valentin Vodnik, född 3 februari 1758 i Šiška, Slovenien, Tyskromerska riket, numera en del av Ljubljana, död 8 januari 1819 i Ljubljana, Slovenien, Kejsardömet Österrike, var en slovensk präst, publicist och poet, banbrytare för den nya slovenska litteraturen.
Vodnik var professor i poetik och historia vid gymnasiet i Ljubljana, därefter skolinspektör under den franska styrelsen, men blev entledigad av österrikiska regeringen för det patriotiska odet "Iliria oživlena". Han utgav den första slovenska tidningen "Lublanske novice" 1799-1800, skrev läroböcker och använde som poet den klassiska metriken, men anslog en folklig ton i samlingen "Zadovolni Krajnc".